# Quenne
Quenne ist eine französische Gemeinde mit 489 Einwohnern (Stand: 1. Januar 2022) im Département Yonne in der Region Bourgogne-Franche-Comté; sie gehört zum Arrondissement Auxerre und zum Kanton Auxerre-3 (bis 2015: Kanton Auxerre-Est). 

## Geographie
Quenne liegt etwa vier Kilometer ostsüdöstlich von Auxerre. Umgeben wird Quenne von den Nachbargemeinden Venoy im Norden, Chitry im Osten, Saint-Bris-le-Vineux im Süden, Augy im Westen und Südwesten sowie Auxerre im Westen.
Am Nordrand der Gemeinde führt die Route nationale 65, im Osten die Autoroute A6 entlang. Quenne gehört zum Weinbaugebiet Bourgogne.

## Bevölkerungsentwicklung
| Jahr                      | 1962 | 1968 | 1975 | 1982 | 1990 | 1999 | 2006 | 2013 |
| Einwohner                 | 267  | 241  | 297  | 356  | 440  | 469  | 450  | 456  |
| Quelle: Cassini und INSEE |      |      |      |      |      |      |      |      |

## Sehenswürdigkeiten

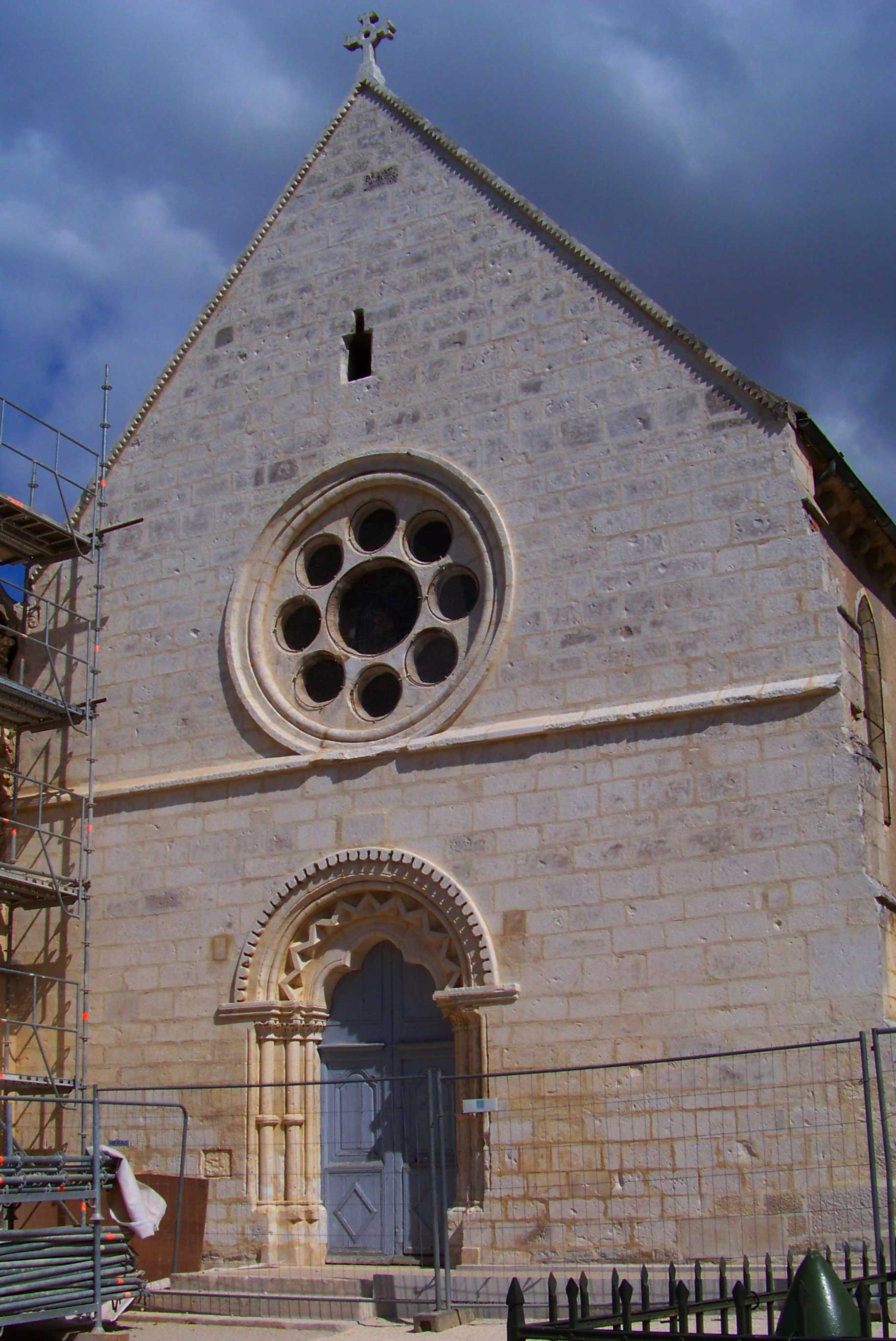
Kirche Notre-Dame-de-l'Assomption

- Kirche Notre-Dame-de-l'Assomption